# Mattia Binotto

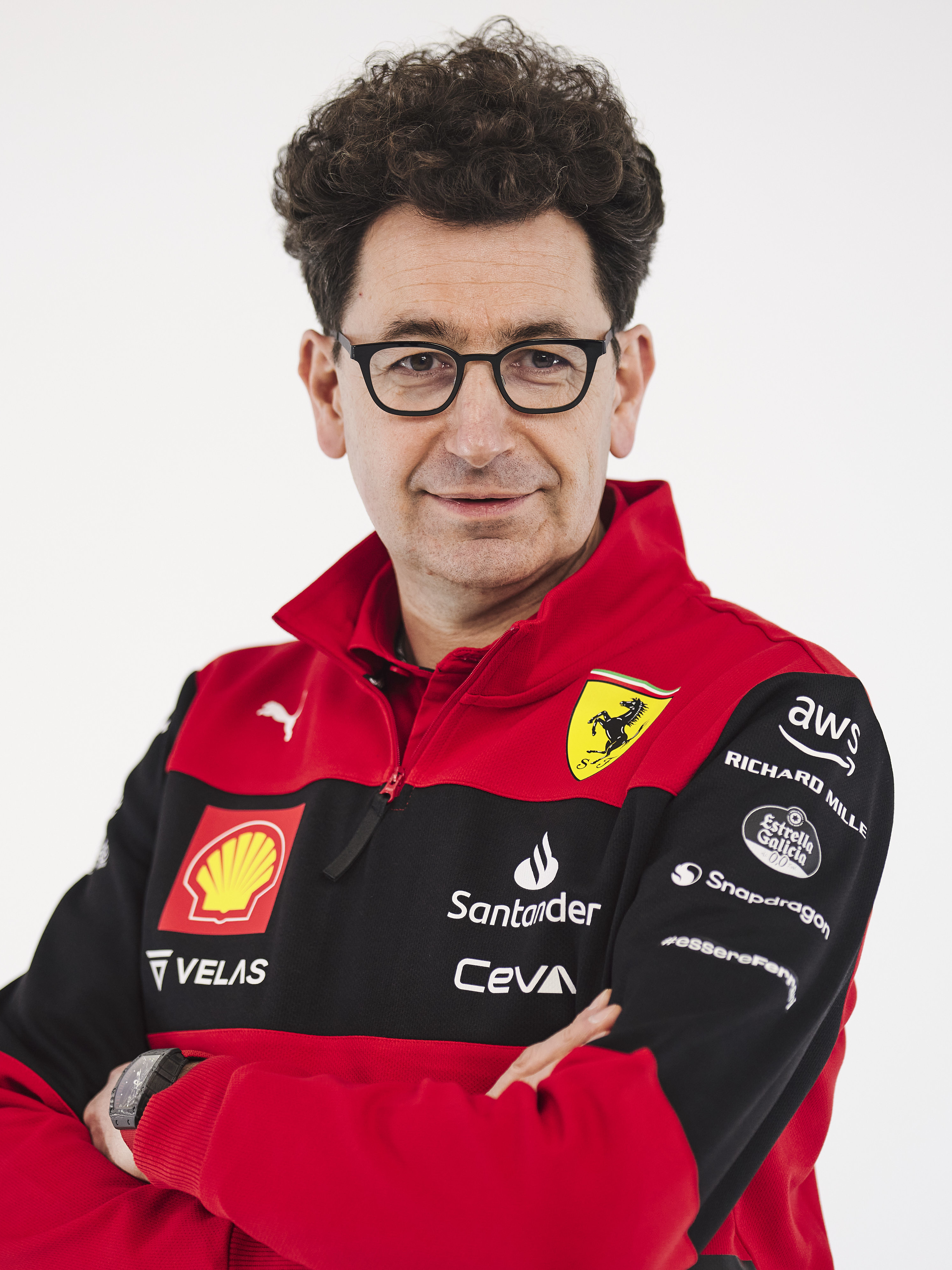
Mattia Binotto, 2022

Mattia Binotto (* 3. November 1969 in Lausanne, Schweiz) ist ein italienischer Motorsport-Ingenieur und Geschäftsführer von Sauber Motorsport.

## Biografie
Binotto wurde als Sohn italienischer Einwanderer in Lausanne geboren und ist italienischer Staatsbürger. 1994 schloss er sein Maschinenbaustudium an der Eidgenössischen Technischen Hochschule Lausanne ab und erwarb anschließend einen Master-Abschluss in Fahrzeugtechnik beim DIEF (Departement für Ingenieurwesen „Enzo Ferrari“) der Universität Modena.
1995 trat er als Motoringenieur dem Testteam der Scuderia Ferrari bei, von 1997 bis 2003 arbeitete er in gleicher Funktion im Rennstall. 2004 wurde Binotto zum Ingenieur im Rennsport ernannt, 2007 übernahm er die Rolle des Chefingenieurs.
Seit Oktober 2013 war er stellvertretender Leiter des Bereichs Motor und Elektronik. 2014 wurde er von Sergio Marchionne zum neuen Leiter des Bereichs Motoren befördert.
Am 27. Juli 2016 avancierte er zum Technischen Direktor von Ferrari und trat damit die direkte Nachfolge von James Allison an.
Am 7. Januar 2019 wurde er als Nachfolger von Maurizio Arrivabene mit sofortiger Wirkung zum Teamchef der Scuderia Ferrari ernannt.
Am 29. November 2022 gab die Scuderia Ferrari bekannt, dass Binotto zum Jahresende den Ferrari-Konzern verlassen und damit auch seine Rolle als Teamchef aufgeben werde. Am 13. Dezember 2022 wurde der bisherige Teamchef von Sauber Motorsport, Frédéric Vasseur, als sein Nachfolger bei Ferrari verkündet. Im Juli 2024 wurde bekannt, dass sowohl der im Zuge der geplanten Übernahme des Sauber-Teams durch die Audi AG neu eingestellte Sauber-Geschäftsführer Andreas Seidl als auch der Direktor des Formel-1-Projekts beim Audi-Konzern, Oliver Hoffmann, von ihren Positionen zurücktreten müssen. Gleichzeitig wurde eine Übertragung beider Funktionen an Binotto angekündigt, der entsprechend seit 1. August 2024 beide Posten in Personalunion bekleidet.

## Privatleben
Binotto und seine Frau Sabina haben zwei Kinder, Chiara und Marco. In sozialen Netzwerken zeigt er jedoch nie seine Familie, sondern lediglich seine berufliche Tätigkeit. Binotto lebt mit seiner Familie in dem Weiler Selvapiana in der Gemeinde Canossa, im Apennin von Reggio Emilia. Er ist ein Fan der italienischen Fußballmannschaft Inter Mailand.